# زيربا
زيربا (بالإيطالية: Zerba)‏ هي بلدية في مقاطعة بياتشنزا في إقليم إميليا رومانيا الإيطالي.

## السكان
في سنة 1861 بلغ عدد السكان 1٬556 نسمة، وتطور العدد ليصل في سنة 2011 لـ 92 نسمة.
يظهر هذا المخطط البياني تطور النمو السكاني لـ زيربا